# سینت جورج، لاودرهیل، فلوریدا
سینت جورج (به انگلیسی: St. George) یک منطقهٔ مسکونی در ایالات متحده آمریکا است که در شهرستان براوارد، فلوریدا قرار دارد. سینت جورج ۱٫۲ کیلومتر مربع مساحت و ۲٬۴۵۰ نفر جمعیت دارد.